# 운명의 향연
운명의 향연(Tales Of Manhattan)은 미국에서 제작된 줄리앙 뒤비비에르 감독의 1942년 코미디, 드라마 영화이다. 샤를르 보와이에 등이 주연으로 출연하였고 샘 스피겔 등이 제작에 참여하였다.

## 출연

### 주연
- 샤를르 보와이에
- 리타 헤이워드

### 조연
- 진저 로저스
- 헨리 폰다
- 찰스 로튼
- 에드워드 G. 로빈슨
- 폴 로브슨

## 제작진
- 미술: 리처드 데이
- 미술: 보리스 레벤
- 의상: 아이린
- 의상: 버나드 뉴만
- 의상: 돌리 트리
- 의상: 그웬 웨이크링